# Chronos (Album)
Chronos ist ein Jazzalbum von Mike DiRubbo. Die am 25. Januar 2010 im Acoustic Recording Studio Brooklyn entstandenen Aufnahmen erschienen am 4. Januar 2011 auf Posi-Tone Records.

## Hintergrund
Der Altsaxophonist Mike DiRubbo (Jahrgang 1970), der bei Jackie McLean studiert und mit Musikern wie Eddie Henderson, John Hicks und Clarence Gatemouth Brown gespielt hatte, nahm mit Chronos sein sechstes Album unter eigenem Namen auf. Seine Begleiter waren der Organist Brian Charette und der Schlagzeuger Rudy Royston. Charette hatte 2009 mit DiRubbo sein viertes eigenes Album Learning to Count (mit Jochen Rückert) aufgenommen.

## Titelliste

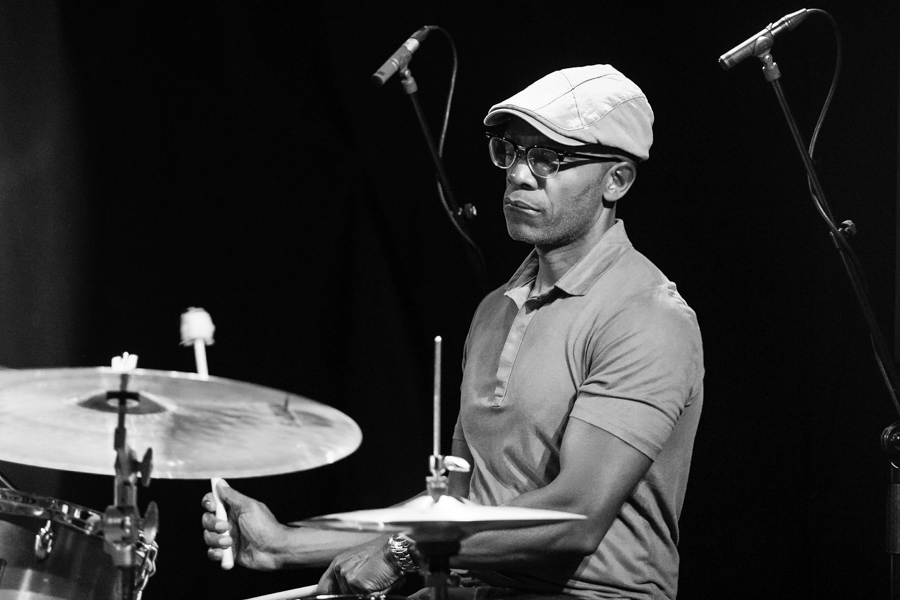
Rudy Royston auf dem Kongsberg Jazzfestival 2019

- Mike DiRubbo: Chronos (Posi-Tone Records PR8072)[1]

1. Minor Progress 4:59
2. Chronos 7:24
3. Lilt 4:36
4. Rituals 7:01
5. Nouveau (Brian Charette) 5:08
6. Lucky 13 4:47
7. Excellent Taste (Brian Charette) 6:11
8. Eight for Elvin 4:38
9. More Physical (Brian Charette) 5:35

Sofern nicht anders angegeben, stammen die Kompositionen von Mike DiRubbo.

## Rezeption
Phil Freeman verlieh dem Album in Allmusic vier Sterne und schrieb, dies sei zwar kein avantgardistisches Jazzalbum, aber es habe seine gelungenen Momente, insbesondere mit dem Titelstück, in dem DiRubbo eine Drei-Noten-Phrase mit wilder Intensität wiederhole, bevor er ein Solo beginne, das er unerwartet hart spiele. Für den größten Teil der Platte sei er jedoch eine stabilisierende Kraft, die die Dinge kühl und auf Trab halte. Der Joker sei aber Brian Charette, vor allem mit seiner Komposition „Excellent Taste“, einer fast psychedelisch melodischen Figur. Schlagzeuger Rudy Royston agiere manchmal auch ziemlich aggressiv, besonders bei „Eight for Elvin“, benannt nach Elvin Jones. Chronos nehme einen interessanten Mittelweg zwischen Soul-Jazz und Free Jazz ein und werde Fans von einem oder beiden wahrscheinlich viel Freude bereiten.
Nach Ansicht von Dan Bilawsky, der das Album in All About Jazz rezensierte, vermeide DiRubbo mit den neun Eigenkompositionen von ihm und Charrette die Stereotypen von Orgelgruppen im Jazz; vielmehr stütze sich die Mehrheit des Materials stark auf ihre rhythmischen Grundlagen. Chronos – in der griechischen Mythologie als Personifikation der Zeit angesehen – sei ein geeigneter Bezugspunkt für diese rhythmisch wichtige Musik des Saxophon-Sprosses Mike DiRubbo.